# أبي وايتزايل
أبيغيل «أبي» وايتزايل (بالإنجليزية: Abbigail "Abbey" Weitzeil)‏ (مواليد 3 ديسمبر 1996)، هي سباحة أمريكية. حازت أبي وايتزايل على الميدالية الذهبية في مُسابقة 4×100 متر سباحة مُتنوعة خلال دورة الألعاب الأولمبية الصيفية 2016، وعلى الميدالية الفضية ضمن نفس المُسابقة خلال دورة طوكيو 2020. كما حازت أيضا على الميدالية الفضية في مُسابقة 4×100 متر سباحة حُرة في دورة 2016، وعلى الميدالية البرونزية في ذات الصنف خلال دورة طوكيو 2020.

## وصلات خارجية
- أبي وايتزايل على موقع الاتحاد الدولي للسباحة (الإنجليزية)
- أبي وايتزايل على موقع SwimRankings.net (الإنجليزية)
- أبي وايتزايل على موقع اللجنة الأولمبية الدولية (الإنجليزية)
- أبي وايتزايل على موقع أوليمبيديا (الإنجليزية)
- أبي وايتزايل على موقع اللجنة الأولمبية والبارالمبية الأمريكية (الإنجليزية)